# 希諾特佩

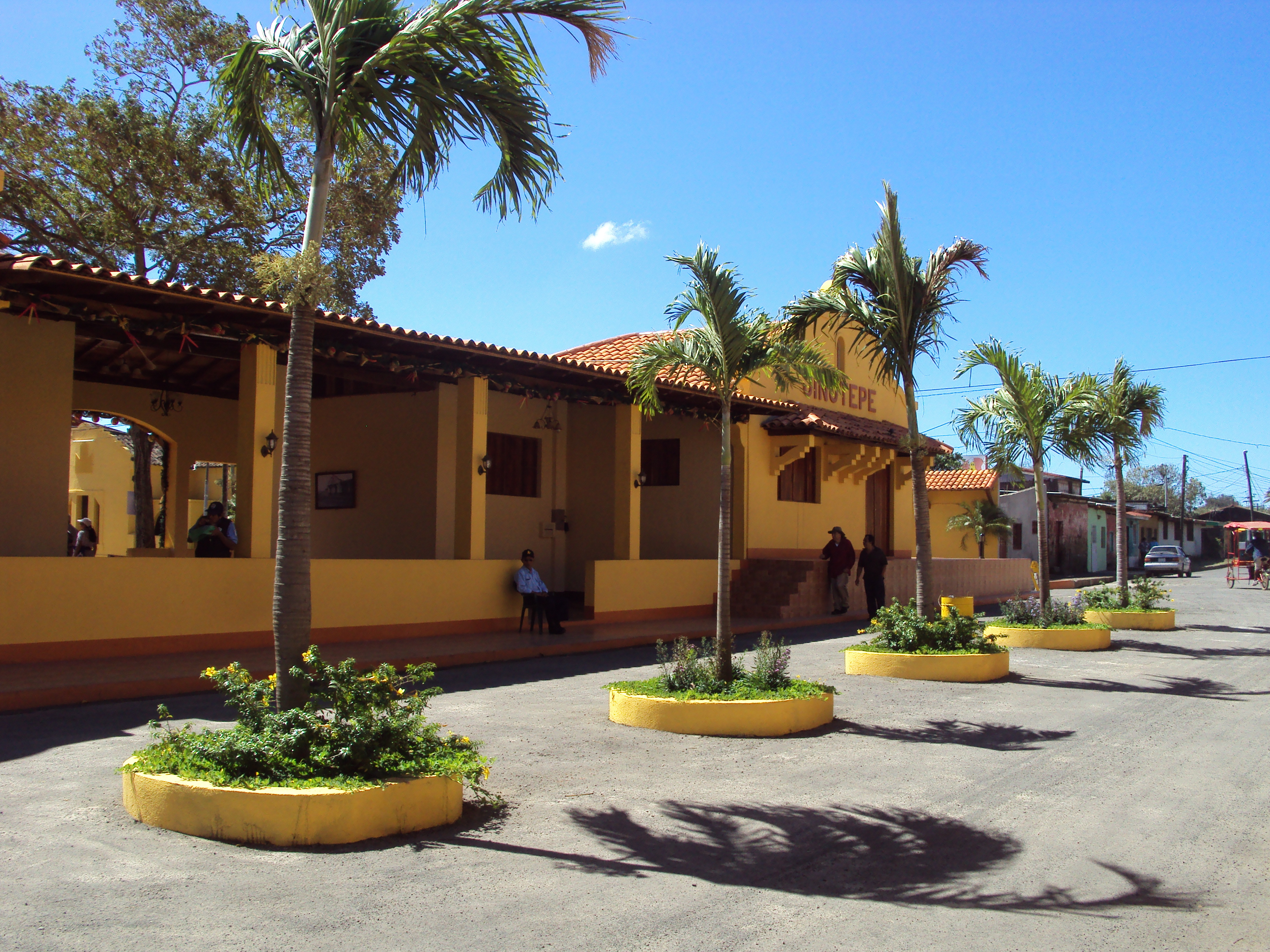
希諾特佩

希諾特佩（西班牙語：Jinotepe）是尼加拉瓜的城市，也是卡拉索省的首府，位於該國西部，始建於1883年2月11日，面積292平方公里，海拔高度560米，主要經濟活動是種植咖啡，2009年人口29,500。
11°51′N 86°12′W / 11.850°N 86.200°W